# Linn Duachaill
Linn Duachaill era el nombre de un asentamiento naval vikingo conocido como longphort, emplazado cerca de la población de Annagassan, Irlanda. El asentamiento se construyó en el año 841 d. C., contemporáneo a otro similar de Dúbh Linn, actualmente Dublín. A diferencia de Dublín que fue germen de la capital irlandesa, el asentamiento fue abandonado, posiblemente porque con el tiempo perdió acceso directo al mar; las mareas fluviales hicieron inaccesible el acceso al agua durante largas horas del día.

## Historia
El longphort de Linn Duachaill se cita por primera vez en los anales irlandeses en la década de 840. Un caudillo nórdico llamado Tergeis o Turgesius, como se le denomina en los anales, se menciona como fundador de las fortalezas de Dúbh Linn y Linn Duachaill, desde las cuales «toda iglesia y territorio circundante fueron saqueados y devastados». El perfil de Turgesius no deja indiferente: aparentemente puso el norte de Irlanda bajo su gobierno y entronó a su esposa en el gran altar de la catedral del monasterio de Clonmacnoise, pero fue finalmente apresado en el 843 por Máel Sechnaill mac Máele Ruanaid y ejecutado por ahogamiento (inmersión) en Lough Owel.

## Descubrimiento
El emplazamiento histórico se descubrió en 2010, en una área llana del río Glyde, tras una investigación encabezada por arqueólogos y geofísicos que desde 2005 a 2007 encontraron trazos de diques rectos que contrastaban con los circulares construidos habitualmente por la población local.
Se excavaron tres zanjas de pruebas y el equipo encabezado por el arqueólogo Mark Clinton, de dedicó exclusivamente a «un terraplén defensivo, compuesto por un dique profundo y un banco.» Se encontraron objetos como remaches para embarcaciones vikingas, restos de metal procedentes de saqueos a los irlandeses, un ovillo y un broche de aguja.